# Parthenicus tenuis
Parthenicus tenuis är en insektsart som beskrevs av Knight 1968. Parthenicus tenuis ingår i släktet Parthenicus och familjen ängsskinnbaggar. Inga underarter finns listade i Catalogue of Life.